# C/1973 E1 (Kohoutek)
Komet Kohoutek ali C/1973 E1 (tudi Komet Watergate) je komet, ki ga je odkril češki astronom Luboš Kohoutek 7. marca 1973.

## Lastnosti
Komet Kohoutek je dolgoperiodični komet. Nazadnje se je pojavil pred 150.000 leti, naslednjič ga bodo videli čez 75.000 let. Leta 1973 je imel hiperbolično tirnico zaradi težnostnega vpliva velikih planetov. Zaradi oblike njegove tirnice nekateri strokovnjaki trdijo, da izhaja iz Oortovega oblaka. Prav zaradi tega je bil leta 1973 verjetno njegov prvi obisk notranjega dela Osončja. Ostale raziskave pa kažejo na to, da komet verjetno izhaja iz Kuiperjevega pasu, ker je sestavljen iz kamnin in ne kaže močnega oddajanja plinov .
Najprej so časopisi pisali, da bo to komet stoletja, pozneje pa ni kazal tako velike svetlosti, kot so pričakovali. Videl se je tudi s prostim očesom. Njegova največja magnituda, ko je bil v prisončju, je bila -3 (takrat je bil 0,14 a.e. od Sonca). Naklon tirnice je imel okoli 14,3°. Najlepše se je videl na nočnem nebu kmalu po prehodu prisončja, ko je njegova svetlost dosegla magnitudo -4. Komet je tudi kazal rep, ki je bil dolg okoli 25°, imel pa je tudi protirep.
Kometa Kohotek ne smemo zamenjevati s periodičnim kometom 75D/Kohoutek, ki ga je (podobno kot C/1969 O1 in C/1973 D1) kot samostojni odkritelj tudi odkril Luboš Kohoutek. 
Komet so opazovali tudi iz vesoljskih ladij Skylab 4 in Sojuz 13. Tako je bil to prvi komet, ki so ga opazovali iz vesoljske ladje s posadko.